# Cloaca (anatomie)

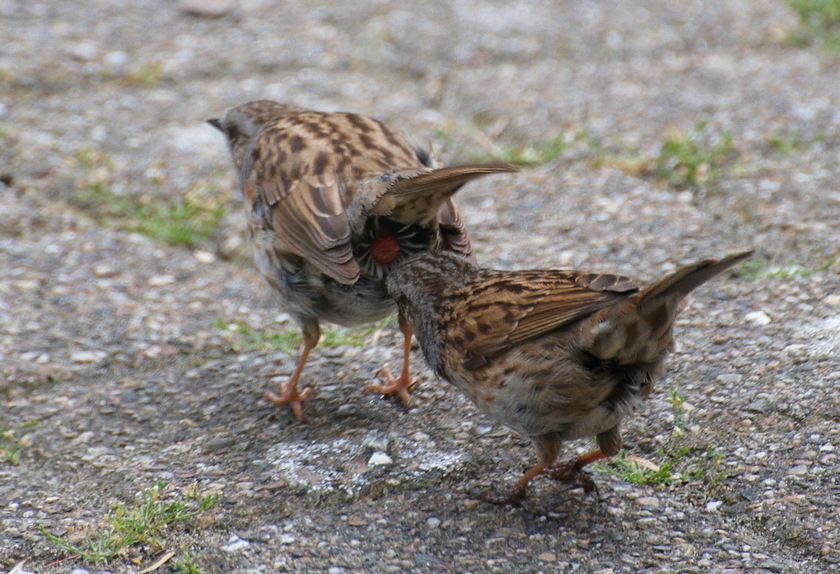
Cloaca van een heggenmus

De cloaca (Latijn: riool) is de opening in het lichaam van sommige dieren waardoor zowel ontlasting en urine als genitale afscheidingen (zoals de eieren) worden afgegeven en bestaat uit drie delen; het coprodeum, het urodeum en het proctodeum. Het orgaan behoort dus zowel tot de geslachtsorganen als tot het uitscheidingsstelsel. Ook het geslachtsverkeer vindt plaats via deze opening. 
Bijna alle vogels, reptielen en amfibieën hebben een cloaca. Dieren met een placenta (de meeste zoogdieren) en beenvissen hebben in plaats van één cloaca, gedifferentieerd per sekse, gespecialiseerde rectale openingen (zoals de vrouwelijke vagina) en alternatieve organen (zoals de mannelijke penis).
In de embryonale fase hebben ook zoogdieren, waaronder de mens, een polyvalente cloaca, waaruit zich de gespecialiseerde openingen ontwikkelen.
Naast haar functie als afscheidingsopening blijkt de cloaca bij bepaalde diersoorten voor regulatie van de lichaamstemperatuur te worden gebruikt. Bij gilamonsters en incaduiven (Columbina inca) is gezien dat bij heel hoge omgevingstemperaturen via de cloaca extra wordt gekoeld. Van de Elusor macrurus (punkschildpad) is bekend dat deze zelfs kan ademhalen via de cloaca.